# Halloween 4 - Il ritorno di Michael Myers
Halloween 4 - Il ritorno di Michael Myers (Halloween 4: The Return of Michael Myers) è un film del 1988 diretto da Dwight H. Little.
È il quarto capitolo della saga horror di Halloween. La storia torna a concentrarsi sulle vicende di Michael Myers dopo Halloween III - Il signore della notte, che si era distaccato dalla storia dei primi due film.

## Trama
La storia riprende 10 anni dopo lo svolgimento degli eventi di Halloween II - Il signore della morte. Laurie Strode è morta in un incidente stradale insieme al compagno Jimmy Lloyd, mentre Michael Myers è vivo ma è rimasto in coma durante tutto questo tempo. Tuttavia si sveglia quando sente che Laurie aveva una figlia, che vive ad Haddonfield. Michael uccide gli infermieri che lo stavano trasportando all'ospedale di Smith's Grove e inizia la sua caccia. Il dottor Loomis, appena saputo dell'incidente, si precipita sul posto e, non trovando il corpo di Michael Myers, capisce subito cosa è accaduto.
Jamie Lloyd è stata adottata dalla famiglia Carruthers ad Haddonfield. Nonostante non abbia mai incontrato lo zio, ha spesso incubi su di lui. Nella notte di Halloween esce per fare "dolcetto o scherzetto" con la sua sorella adottiva Raquel ("Rachel" nella versione originale). Jamie indossa un vestito da clown molto simile a quello indossato dal piccolo Michael all'inizio della serie.
Il dottor Loomis intanto arriva ad Haddonfield e contatta lo sceriffo Ben Meeker, che, sebbene sia scettico per quanto riguarda la fuga di Michael, si unisce al dottore nella ricerca dell'assassino e di Jamie. I due scoprono che l'assassino ha ucciso gran parte della polizia locale da solo. A questo punto lo sceriffo porta le due bambine in casa sua per nasconderle ma Michael li segue. Anche la fuga con il furgone dello sceriffo si rivela inutile perché Michael si è nascosto proprio dentro il veicolo. Sarà l'intervento tempestivo del vicesceriffo a salvarle e ad uccidere Michael insieme ai suoi uomini e qualche cittadino infuriato con una serie di colpi di fucile.
Quando il gruppo torna alla casa dei Carruthers, la piccola Jamie indossa la sua maschera da clown e ferisce mortalmente la madre adottiva, mentre la donna le sta preparando un bagno caldo. Loomis quando vede la bambina ha l'istinto di spararle perché è impossessata dalla stessa voglia omicida che aveva Michael, ma lo sceriffo lo ferma. L'ultima inquadratura del film è per Jamie che impugna delle forbici insanguinate.

## Produzione

### Regia
Il regista è Dwight H. Little alla sua prima e ultima regia di un film della serie di Halloween. Ricevette questo incarico nonostante avesse un'esigua esperienza (infatti questo è il suo quarto film). Dopo aver visto il primo girato, la produzione decise che il film era troppo leggero e così ingaggiò l'esperto degli effetti speciali John Carl Buechler per aggiungere qualche scena forte. Alan B. McElroy scrisse la sceneggiatura in undici ore. Dwight H. Little fece una ricerca molto estesa sulla festività di Halloween e molte delle immagini recuperate in quella ricerca furono usate per la tetra sequenza iniziale del film.
Le riprese durarono circa 41 giorni e si svolsero a Salt Lake City e nei suoi dintorni.

### Cast
Donald Pleasence è l'unico attore che ha preso parte sia ad Halloween - La notte delle streghe che ad Halloween II - Il signore della morte (dove tra l'altro il personaggio del dottor Loomis si sacrifica per tentare di uccidere Michael Myers). Per il ruolo di Jamie aveva fatto il provino Melissa Joan Hart e Rebecca Schaeffer aveva fatto quello per il ruolo di Rachel ma nessuna delle due fu presa.

## Distribuzione

### Edizioni home video
Il film è uscito in Italia in versione VHS distribuito dalla Minerva.
Inoltre, il film è stato distribuito in DVD e Blu-ray per la prima volta nel 2019 all'interno del cofanetto della saga completa dalla Midnight Factory. L'edizione DVD presenta il film in formato 1,85:1, con 12 scene, audio in italiano e inglese in 5.1 Dolby Digital, sottotitoli in italiano e contenuti extra che includono il making of, trailer e crediti. L'edizione Blu-ray offre il film in alta definizione sempre in formato 1,85:1, con le stesse 12 scene, audio in italiano e inglese in 5.1 DTS-HD MA, sottotitoli in italiano e contenuti extra analoghi a quelli dell'edizione DVD.

## Accoglienza

### Incassi
Al botteghino il film ha superato come incassi il suo predecessore ma è rimasto al di sotto dei primi film.